# Caoayan
Caoayan (Bayan ng Caoayan) är en kommun i Filippinerna. Kommunen ligger på ön Luzon, och tillhör provinsen Södra Ilocos. Folkmängden uppgår till 17 199 invånare.

## Barangayer
Caoayan är indelat i 17 barangayer.
| - Anonang Mayor - Anonang Menor - Baggoc - Callaguip - Caparacadan - Fuerte - Manangat - Naguilian - Nansuagao | - Pandan - Pantay-Quitiquit - Don Dimas Querubin (Pob.) - Puro - Tamurong - Villamar - Don Alejandro Quirolgico (Po - Don Lorenzo Querubin (Pob.) |